# Chañi
Der Chañi ist mit ungefähr 5940 m der höchste Berg in der argentinischen Provinz Jujuy und liegt auf der Grenze zur Provinz Salta.

## Geographie
Es handelt sich um eine kleine Berggruppe in den Anden. Das Massiv erstreckt sich zwischen 65º42’ und 65º48’ West und 24º00’ and 24º10’ Süd und ist die geographische Grenze zwischen den Provinzen Jujuy und Salta. Über die genaue Höhenangabe des höchsten Gipfels, den Cumbre General Belgrano, gibt es Streitigkeiten. Während das argentinische militärische Geographieinstitut 6200 Meter angibt, haben mehrere GPS-Messungen in den letzten Jahren eine Höhenangabe von 5949 Metern bestätigt. 

## Besteigung
Es gibt mehrere Möglichkeiten, auf den Gipfel zu gelangen. Zum einen bietet sich eine Besteigung über die Ostroute an, die auch für Einsteiger geeignet ist, während der Weg über die Westflanke technisch schwierig ist und selten genutzt wird.

## Besonderheiten
Bei dem Gestein handelt es sich um relativ kompakten Granit, womit der Chañi eine Besonderheit in Nordargentinien darstellt.